# Xã Glenwood, Quận Mills, Iowa
Xã Glenwood (tiếng Anh: Glenwood Township) là một xã thuộc quận Mills, tiểu bang Iowa, Hoa Kỳ. Năm 2010, dân số của xã này là 6.486 người.